# Roger Toussenot
Roger Jules Albert Toussenot est un philosophe français, né à Lyon le 17 juillet 1926, décédé dans la même ville le 31 mai 1964.
Philosophe, il collabore pour la page littéraire et artistique du journal Le Libertaire dans lequel son ami Georges Brassens intervient aussi. Il tentera toute sa vie, mais vainement, de se faire publier.